# Щелевые контакты

Щелевой контакт

Щелевы́е конта́кты (англ. gap junctions) — межклеточные контакты, обеспечивающие прямой перенос ионов и небольших молекул между соседними клетками. Щелевые контакты способны образовывать почти все клетки животных. Каналы щелевых контактов имеют цилиндрическую форму и состоят из двух половин — коннексонов, или полуканалов. Каждый коннексон состоит из шести белковых субъединиц — коннексинов. Проницаемость щелевых контактов регулируется путём открытия и закрытия ворот канала (гейтинг). Гейтинг, в свою очередь, контролируется изменением клеточного pH, концентрацией ионов кальция или непосредственным фосфорилированием коннексинов. Помимо коннексинов, известны и другие семейства белков щелевых контактов, поэтому можно предположить, что щелевые контакты неоднократно возникали в ходе эволюции животных.

## Структура и белковый состав
Щелевые контакты могут содержать от нескольких десятков до многих тысяч каналов, проходящих сквозь плазматические мембраны смежных клеток. Каждый канал и состоит из двух половин, которые известны как коннексоны, или полуканалы. Эти половины стыкуются в узкой щели шириной 2—3 нм, разделяющей соседние клетки. Каждый коннексон состоит из 6 белковых субъединиц — коннексинов. Коннексон имеет цилиндрическую форму и представляет собой гидрофильный канал длиной 17 нм и диаметром 7 нм в наиболее широкой части и 3 нм в наиболее узкой. Субъединица коннексина содержит 4 трансмембранных α-спирали, связанных внеклеточными петлями. По всей видимости, внеклеточные петли противоположных коннексинов связываются друг с другом посредством антипараллельных β-слоёв, образуя β-бочонок.
В геноме человека закодировано не менее 20 различных коннексинов, и во многих клетках экспрессируется более одного типа коннексинов. В связи с этим различают гомоолигомерные коннексоны, состоящие из одинаковых коннексинов, и гетероолигомерные коннексоны, которые содержат субъединицы разных типов. В одной бляшке щелевого контакта могут находиться коннексоны с разным составом коннексинов, причём в пределах бляшки коннексоны или располагаются гомогенно, или пространственно разобщены в соответствии с составом коннексинов. В коннексинах идентифицированы домены, необходимые для стыковки двух коннексонов, для узнавания других коннексинов, для образования олигомеров и сочетаемости коннексиновых субъединиц. В большинстве клеток коннексины быстро деградируют, и время их полужизни составляет около 15 часов.
Известны ещё два семейства белков щелевых контактов. Иннексины обнаружены только у беспозвоночных животных, однако они не являются гомологами коннексинов. Тем не менее, они формируют межклеточные контакты, которые по строению и по функциям похожи на щелевые контакты позвоночных. Другое семейство представлено паннексинами, которые имеются как у позвоночных, так и у беспозвоночных. По структуре они отличаются и от коннексинов, и от иннексинов. Паннексины обнаруживаются почти исключительно в нейронах и, вероятно, играют важную роль в их функционировании и развитии даже у животных с примитивной нервной системой. В геноме человека и мыши к настоящему времени идентифицированы 3 гена паннексинов. У иглокожих и некоторых других групп животных есть щелевые контакты, но нет генов ни одного из вышеназванных семейств. Это означает, что существуют ещё не открытые семейства белков щелевых контактов. Таким образом, можно заключить, что щелевые контакты появлялись в ходе эволюции животных не менее двух раз, поэтому они представляют собой продукт конвергентной эволюции.

## Динамика

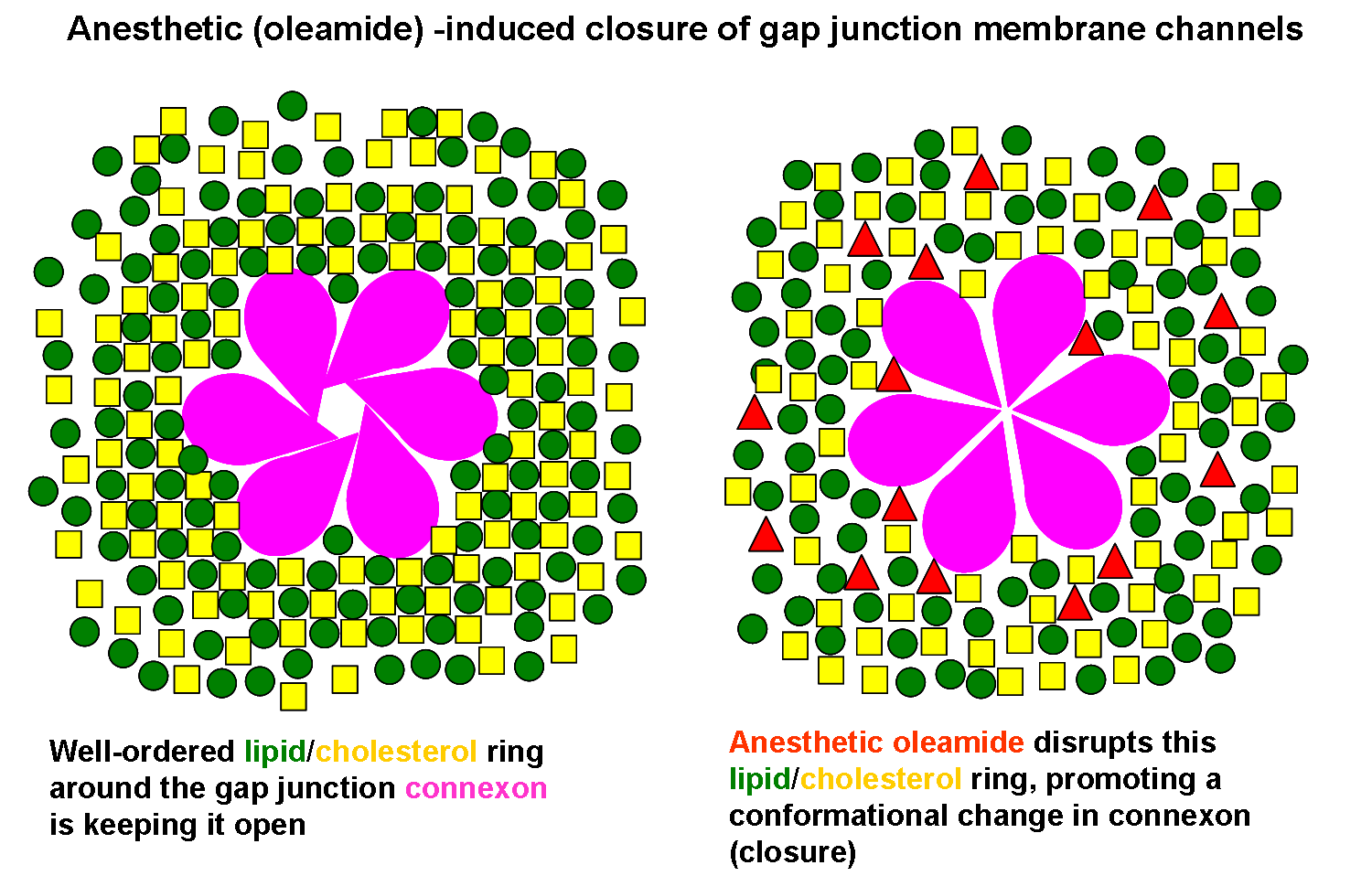
Изменения в канале под действием олеамида: слева — до обработки олеамидом, справа — после

Сборка новых коннексонов из коннексинов происходит внутри секреторных везикул. Новые коннексоны добавляются на периферии бляшек щелевых контактов, а старые коннексоны удаляются из их центральной части. 
Проницаемость щелевых контактов может регулироваться открытием и закрытием каналов (этот процесс известен как гейтинг, или воротный механизм). Гейтинг каналов находится под влиянием таких факторов, как клеточный pH, мембранный потенциал, концентрация ионов кальция и фосфорилирование коннексинов. Показано, что при увеличении концентрации ионов кальция от 10-7 М до 10-5 М проницаемость каналов уменьшается, и при концентрациях выше 10-5 М каналы полностью закрываются. Вероятно, закрытие каналов щелевых контактов в ответ на возрастание концентрации ионов Ca2+ служит механизмом защиты от апоптоза, так как при апоптозе внутриклеточная концентрация ионов кальция резко увеличивается, и, если щелевые контакты не будут закрыты, апоптоз произойдёт и в соседних клетках. На динамику щелевых контактов влияют некоторые соединения. Например, олеамид (амид жирной кислоты, который образуется в головном мозге) блокирует щелевые контакты и вызывает сон. Органические спирты (гептанол и октанол) и общие анестетики (галотан) также могут вызывать обратимое закрытие щелевых контактов, однако их действие не ограничивается щелевыми контактами. Коннексины могут фосфорилироваться несколькими протеинкиназами. Например, в течение нескольких секунд цАМФ активирует протеинкиназу A, которая фосфорилирует C-концевые участки коннексинов, снижая или увеличивая долю открытых каналов в зависимости от изоформы коннексина и типа клетки. В долговременной перспективе (несколько часов) цАМФ также способствует сборке щелевых контактов.

## Функции
Щелевые контакты служат для перемещения ионов и малых молекул между соседними клетками. Через щелевой контакт могут проходить молекулы массой до 1,2 кДа, а молекулы с массой 2 кДа задерживаются. Клетки могут обмениваться такими молекулами, как сахара, нуклеотиды, вторичные посредники (цАМФ или цГМФ), небольшие пептиды и РНК. Щелевые контакты особенно важны, когда большому количеству клеток необходимо выдать быстрый, хорошо скоординированный ответ. Так, щелевые контакты составляют основу очень быстрых электрических синапсов, которые можно найти, например, в нейронах головного мозга и в клетках миокарда (кардиомиоцитах).
Щелевые контакты встречаются практически во всех тканях. Одним из исключений является поперечно-полосатая мускулатура, где клеткам не требуется электрическая связь, поскольку клетки слиты в симпласт (однако щелевые контакты встречаются в сосудах, питающих мышцы). Также щелевые контакты не обнаруживаются у эритроцитов и зрелых сперматозоидов. Как правило, большая часть каналов в щелевых контактах закрыта: так, доля открытых каналов в кардиомиоцитов составляет около 0,2, а в нейронах — 0,01. 

## Клиническое значение
Точечные мутации в генах, кодирующих коннексины, у человека приводят к очень специфическим дефектам, из чего можно заключить, что большая часть коннексинов экспрессируется лишь в нескольких тканях. Рецессивные мутации в гене коннексина-26 являются наиболее частой причиной наследственной глухоты. Коннексин-26 участвует в транспорте ионов калия в клетках эпителия, поддерживающего чувствительные волосковые клетки в ухе. Люди с мутациями в гене, кодирующем коннексин-32, могут страдать от разрушения миелиновой оболочки аксонов (X-связанный вариант болезни Шарко — Мари — Тута). Возможно, стабильность миелина может зависеть от щелевых контактов между клетками разных слоёв миелиновой оболочки, и нарушения в функционировании контактов приводят к её разрушению.

## История изучения
Первые свидетельства о существовании щелевых контактов появились в 1960-х годах, когда было показано, что электрический импульс передаётся между смежными клетками непосредственно, а не через разделяющую их жидкость. Кроме того, было продемонстрировано, что при введении в культуральную среду флуоресцентных молекул они проходят между соседними клетками гораздо быстрее, чем если бы они проходили насквозь через клеточные мембраны. На основании этих экспериментальных данных было высказано предположение, что клетки обмениваются ионами и малыми молекулами через каналы, которые пронизывают плазматическую мембрану и непосредственно соединяют соседние клетки. Позднее с помощью электронной микроскопии удалось получить изображения щелевых контактов, что окончательно подтвердило их существование.